# Внуково (Дмитровський міський округ)
Вну́ково (рос. Внуково) — село у складі Дмитровського міського округу Московської області, Росія.

## Історія
1524 року Дмитровський князь Юрій Іванович викупив у Болотникових село Внуково та подарував його Макарієвому Калязиному монастирю. У XVI столітті село носило подвійну назву Єлпатьєвського та Внукова. Перша назва йде від церкви Іпатія Чудотворця, яка знаходилась в селі, інша назва — від прізвища Внукових.

## Населення
Населення — 241 особа (2010; 235 у 2002).
Національний склад (станом на 2002 рік):
- росіяни — 93 %

## Пам'ятки архітектури
У селі знаходиться пам'ятка архітектури — церква Святої Трійці яка була збудована 1877–1893 рр.